# Goes järnvägsstation

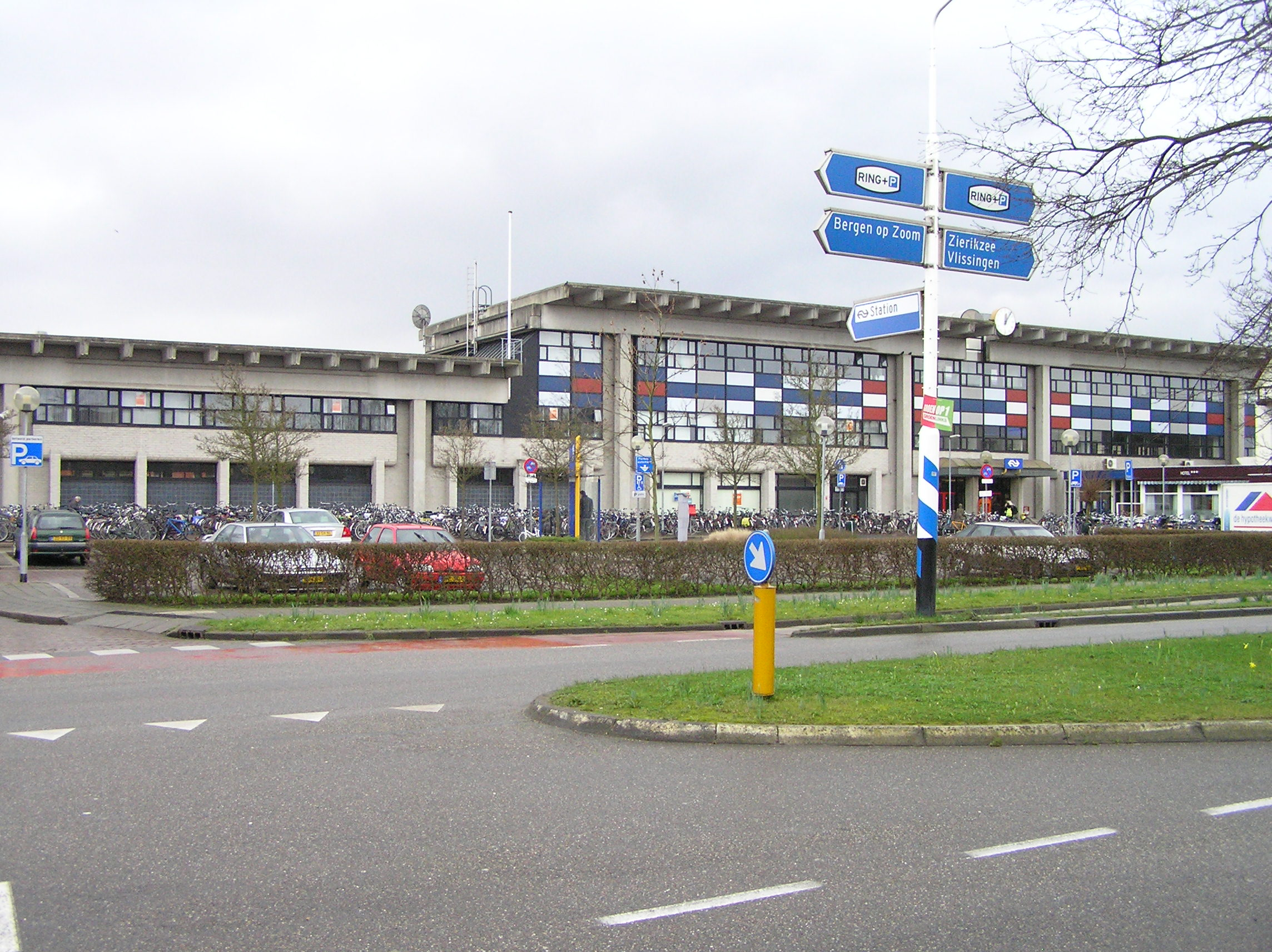
Goes järnvägsstation

Goes järnvägsstation är en järnvägsstation på Zeeuwselinjen i Nederländerna. Stationen ligger söder om Goes centrum.
Efter öppnandet 1 juli 1868 har stationsbyggnaden blivit utbyggd flera gånger. År 1982 blev själva byggnaden utbytt mot en ny, ritad av arkitekt Koenraad van der Gaast, medan det ursprungliga taket över perrongen behölls. Perrongen är knuten till stationen med en tunnel för fotgängare, under järnvägen. År 2002 förlängde man tunneln så att den fick en utgång på stations sydsida.
Järnvägsspåret är draget rakt igenom staden och passerar flera bostadsområden. På grund av obehaget tågtrafiken orsakar, huvudsakligen i förbindelse med godstransport, planeras det att antingen flytta linjen till sydsidan av staden vid länsväg A58, eller att gräva ner den så den delvis ligger under jorden. Om det första alternativet väljs kommer det bli mindre frestande att ta tåget till Goes eftersom avståndet från stationen till centrum blir längre.
En gång i timmen stannar fjärrtåget mellan Amsterdam och Vlissingen i Goes, något som lokaltåget mellan Roosendaal och Vlissingen också gör.